# Luca Barzaghi
Luca Barzaghi es un deportista italiano que compitió en duatlón. Ganó dos medallas de bronce en el Campeonato Mundial de Duatlón en los años 2001 y 2002.

## Palmarés internacional
| Campeonato Mundial | Campeonato Mundial           | Campeonato Mundial | Campeonato Mundial |
| Año                | Lugar                        | Medalla            | Prueba             |
| ------------------ | ---------------------------- | ------------------ | ------------------ |
| 2001               | Rímini ( Italia)             | Medalla de bronce  | Individual         |
| 2002               | Alpharetta ( Estados Unidos) | Medalla de bronce  | Individual         |